# Zdenka Fehérová
Zdenka Fehérová, též Fehér Zdenka (7. prosince 1927 – ???), byla československá politička maďarské národnosti Komunistické strany Slovenska a poúnorová poslankyně Národního shromáždění ČSR.

## Biografie
Po volbách roku 1954 byla zvolena za KSS do Národního shromáždění ve volebním obvodu Šamorín-Dunajská Streda. Mandát nabyla až dodatečně v červenci 1957 jako náhradnice poté, co rezignovala poslankyně Mária Sziglová-Winklerová. V parlamentu setrvala až do konce funkčního období, tedy do voleb roku 1960.
Patřila mezi devět reprezentantů maďarské národnostní menšiny na Slovensku zvolených do Národního shromáždění roku 1954. Po odchodu z Národního shromáždění působila v letech 1971–1977 jako poslankyně Slovenské národní rady a v letech 1971–1981 ve vládě Slovenské socialistické republiky jako členka rady pro menšiny.